# رندل پارک
رندل پارک (انگلیسی: Randall Park؛ زادهٔ ۲۳ مارس ۱۹۷۴) یک هنرپیشه اهل ایالات متحده آمریکا است. وی از سال ۲۰۰۳ میلادی تاکنون مشغول فعالیت بوده‌است.

## گزیده فیلمشناسی
از فیلم‌ها یا برنامه‌های تلویزیونی که وی در آن نقش داشته‌است می‌توان به آثار زیر اشاره کرد.
- شام برای احمق‌ها (۲۰۱۰)
- لری کراون (۲۰۱۱)
- پنج سال نامزدی (۲۰۱۲)
- همسایه‌ها (فیلم ۲۰۱۴) (۲۰۱۴)
- نوار سکس (فیلم) (۲۰۱۴)
- مصاحبه (فیلم ۲۰۱۴) (۲۰۱۴)
- آن‌ها باهم آمدند (۲۰۱۴)
- چپ‌دست (فیلم) (۲۰۱۵)
- فاجعه (فیلم) (۲۰۱۵)
- شب قبل (فیلم ۲۰۱۵) (۲۰۱۵)
- فضول (فیلم ۲۰۱۵) (۲۰۱۶)
- مهمانی کریسمس اداره (۲۰۱۶)
- هنرمند فاجعه (۲۰۱۷)
- ربوده‌شده (فیلم ۲۰۱۷) (۲۰۱۷)
- خانه (فیلم ۲۰۱۷) (۲۰۱۷)
- فیلم لگو نینجاگو (۲۰۱۷)
- مرد مورچه‌ای و زنبورک (۲۰۱۸)
- آکوامن (فیلم) (۲۰۱۸)
- آلیاس (۲۰۰۴)
- بخش فوریت‌های پزشکی (مجموعه تلویزیونی) (۲۰۰۴)
- دکتر هاوس (۲۰۰۵)
- جسور و زیبا (۲۰۰۶–۲۰۰۷)
- آی کارلی (۲۰۰۸)
- گری مجرد (۲۰۰۹)
- زیاد ذوق‌زده نشو (۲۰۰۹)
- اجتماع (مجموعه تلویزیونی) (۲۰۱۰–۲۰۱۵)
- سی‌اس‌آی (۲۰۱۱)
- دختر جدید (مجموعه تلویزیونی) (۲۰۱۲)
- اداره (مجموعه تلویزیونی) (۲۰۱۲)
- معاون رئیس‌جمهور (مجموعه تلویزیونی) (۲۰۱۲–۲۰۱۶)
- کمدی بنگ!بنگ! (۲۰۱۵)
- عشق (مجموعه تلویزیونی) (۲۰۱۷)
- مرد مورچه‌ای و زنبورک (۲۰۱۸)